# Знамя индустрии
Знамя индустрии(рос.) (укр. Знамено індустрії) — регіональний засіб масової інформації, газета та її вебсайт, що висвітлює події на півночі Донбасу, на території Костянтинівського району, міст Краматорськ, Костянтинівка, Бахмут, Слов'янськ, Покровськ, Лиман, Мирноград.
В 1998 році газета була приватизована та належить ТОВ "Редакція газети Знамя Індустрії" під керівництвом фізичної особи Чубенко Г.
Жаргонна назва газети — рос. «Знаменка», рос. «Знамя Индусов».
Завданнями видання є: об'єктивне висвітлення важливих подій регіону, інформування громадськості про досягнення і труднощі індустріально-аграрного краю, задоволення соціальної та комерційної потреби в інформації.

## Історія
Перший номер газети вийшов 19 вересня 1930 року, коли виникла потреба висвітлювати ключові подій індустріалізації краю, і називався «Прапор індустріалізації».
29 вересня 1941 в будівлі редакції газети знаходилася редакція видання німецької комендатури «Відбудова»[джерело?].
В жовтні 1943 року, через місяць після взяття Костянтинівки радянськими військами, газета відновила свій вихід.

## Негативні прецеденти
2016 року газетою встановлено в центрі Театрального скверу пам'ятний знак, з надписом ніби-то якась алея в цьому сквері є подарунком місту від цієї газети. Представники газети не надали джерела, які б підтвердили хто, коли, та за чиї гроші подарував цю невідому алею.

## Нагороди
У 1982 році «Знамя індустрії» за активну масову роботу з читачем відзначена першою всесоюзною премією імені М. І. Ульянової.
У 2006 році газета «Знамя індустрії» перемогла в конкурсі Національної спілки журналістів України в номінації «Найкраща міська газета України».